# Wahlen in Kanada
Dieser Übersichtsartikel beschreibt das Wahlsystem in Kanada auf Bundes- und Provinzebene.

## Grundlagen
Das kanadische Parlament besteht aus dem Monarchen, dem Unterhaus (engl. House of Commons, frz. Chambre des Communes) mit 338 Sitzen gewählten Mitgliedern und dem Senat (engl. Senate, frz. Sénat) mit 105 ernannten Mitgliedern.
Die Parlamentssitze werden nach dem relativen Mehrheitswahlrecht vergeben. Es erhält also derjenige Kandidat den Sitz, der am meisten Stimmen erzielt hat, die absolute Mehrheit spielt dabei keine Rolle. Wahlen finden alle vier Jahre statt, es sei denn, die Regierung wird nach einem Misstrauensvotum zum Rücktritt gezwungen. Gemäß den Traditionen des Westminster-Systems konnten die Regierungschefs früher innerhalb eines bestimmten Zeitrahmens (üblicherweise fünf Jahre) den Wahltermin selbst festlegen. In einzelnen Provinzen sowie seit 2006 auf Bundesebene gelten jedoch feste Wahltermine.
Für die Durchführung der Wahlen auf Bundesebene ist die nichtparteiische Behörde Elections Canada zuständig, auf Provinzebene existieren gleichartige Behörden. Die Einteilung der Wahlkreise wird alle zehn Jahre basierend auf den Volkszählungsergebnissen von unabhängigen Kommissionen vorgenommen. Diese richtet ihre Empfehlungen nach der Bevölkerungszahl sowie nach sozialen und wirtschaftlichen Bindungen.

## Unterhauswahlen
Zwar sind zurzeit fünf Parteien im Parlament vertreten, doch dominieren zwei das politische Geschehen: Seit der Gründung des Landes im Jahr 1867 wechselten sich stets die Konservative Partei und Liberale Partei in der Regierung ab.
Jeder kanadische Staatsbürger, der 18 Jahre oder älter ist, hat das Recht, an Wahlen teilzunehmen. Einzige Ausnahmen sind der vom Unterhaus ernannte Vorsitzende der Wahlbehörde (Chief Electoral Officer) und dessen Stellvertreter (Deputy Chief Electoral Officer). Das Frauenwahlrecht wurde 1918 eingeführt. Vor dem 31. Oktober 2002 waren Gefängnisinsassen, die eine Haftstrafe von mehr als zwei Jahren verbüßten, von den Wahlen ausgeschlossen, doch am 31. Oktober 2002 hob der Oberste Gerichtshof die entsprechende Bestimmung auf, da er gegen Abschnitt 3 der Charta der Rechte und Freiheiten verstieß.
Zwischen den ordentlichen Unterhauswahlen können in einzelnen Wahlkreisen auch Nachwahlen angesetzt werden, wenn der Sitz vakant ist. Der Premierminister kann den Termin selbst festlegen, doch muss die Wahl zwischen dem 11. und 180. Tag nach der Benachrichtigung des Chief Electoral Officer stattfinden.
Die Länge der Wahlkampagnen kann variieren, muss jedoch gemäß dem Canada Elections Act (Wahlgesetz) mindestens 36 Tage betragen. Eine Maximaldauer ist jedoch nicht vorgeschrieben. Die Unterhauswahl muss zwingend an einem Montag stattfinden (oder an einem Dienstag, falls der Montag auf einen offiziellen Feiertag fällt). Üblicherweise setzt der Premierminister die Wahl so an, dass die Kampagne so kurz wie möglich ist, da das Wahlgesetz die Ausgaben der Parteien strikt einschränkt. So fanden die Wahlen von 1997, 2000 und 2004 alle am frühestmöglichen Termin statt.

## Wahlen in Provinzen und Territorien
Die folgende Tabelle bietet eine Übersicht über die jeweils letzten Wahlen in den Provinzen und Territorien. Das Ergebnis der siegreichen Partei ist fett markiert und wird zusätzlich mit dem Farbfeld neben dem Wahldatum gekennzeichnet (letztere entsprechen den offiziellen Parteifarben). In mehreren Fällen sind die Provinzparteien organisatorisch nicht mit den Mutterparteien auf Bundesebene verbunden und tragen zum Teil abweichende Namen.
Keine der bestehenden konservativen Parteien (die sich selbst als „progressiv-konservativ“ bezeichnen) ist formell mit der Konservativen Partei Kanadas verbunden. Diese Bindung wurde mit der Auflösung der Progressiv-konservativen Partei Kanadas formell aufgelöst. Die neu entstandene Bundespartei hat nie um eine formelle Bindung zu den Provinzparteien ersucht. In den meisten Provinzen bestehen jedoch informelle Beziehungen und die Mitgliederlisten sind ziemlich ähnlich.
In British Columbia und Québec sind die Liberalen auf Provinzebene vollständig unabhängig von der Liberalen Partei Kanadas. Ihr politisches Spektrum ist zum Teil abweichend und in manchen Fällen widersprechen ihre Positionen jenen der Bundespartei. Die übrigen liberalen Provinzparteien sind ebenfalls autonom, es existieren jedoch formelle Bindungen zur Bundespartei.
Hingegen sind sämtliche Provinzparteien der Neuen Demokratischen Partei vollständig in die Bundespartei integriert.
| Provinz oder Territorium | Letzte Wahl | Letzte Wahl |              |          |     |       |                         | Sitze gesamt |
| Provinz oder Territorium | Letzte Wahl | Letzte Wahl | Konservative | Liberale | NDP | Grüne | Andere                  | Sitze gesamt |
| Nordwest-Territorien     | 01.10.2019  |             | –            | –        | –   | –     | 19                      | 19           |
| Manitoba                 | 10.09.2019  |             | 36           | 3        | 18  | –     | –                       | 57           |
| Neufundland und Labrador | 16.05.2019  |             | 15           | 20       | 3   | –     | 2 (Unabhängige)         | 40           |
| Prince Edward Island     | 23.04.2019  |             | 13           | 6        | –   | 8     | –                       | 27           |
| Alberta                  | 16.04.2019  |             | 63           | –        | 24  | –     | –                       | 87           |
| Québec                   | 01.10.2018  |             | –            | 32       | –   | –     | 74 (CAQ) 10 (QS) 9 (PQ) | 125          |
| New Brunswick            | 25.09.2018  |             | 22           | 21       | –   | 3     | 3 (PA)                  | 49           |
| Ontario                  | 07.06.2018  |             | 76           | 7        | 40  | 1     | –                       | 124          |
| Nunavut                  | 30.10.2017  |             | –            | –        | –   | –     | 22                      | 22           |
| Nova Scotia              | 30.05.2017  |             | 17           | 27       | 7   | –     | –                       | 51           |
| British Columbia         | 09.05.2017  |             | –            | –        | 41  | 3     | 43 (BCU)                | 87           |
| Yukon                    | 07.11.2016  |             | –            | 11       | 2   | –     | 6 (YP)                  | 19           |
| Saskatchewan             | 04.04.2016  |             | –            | –        | 10  | –     | 51 (SKP)                | 61           |

Anmerkung: In Nunavut und in den Nordwest-Territorien gibt es keine politischen Parteien.

## Referenden
Die Bundesregierung kann auch landesweite Volksabstimmungen zu wichtigen Themen durchführen lassen, was jedoch sehr selten geschieht. Letztmals wurde 1992 ein Referendum auf Bundesebene durchgeführt, es betraf Verfassungsänderungen gemäß dem Charlottetown Accord. In sieben von zehn Provinzen fanden bisher ebenfalls Referenden statt.

## Geschichte des Frauenwahlrechts
Die Bundesstaaten führten das Frauenwahlrecht ab 1916 nacheinander und zum Teil früher ein, als dies auf Bundesebene der Fall war. Schlusslicht war Québec: Das Gesetz, das auch Indianerinnen und Indianern das Wahlrecht verschaffte, wurde erst am 9. April 1949 ins Parlament eingebracht und trat am 25. April 1949 in Kraft.
1917 wurde das aktive Wahlrecht auf nationaler Ebene vor dem Hintergrund des Krieges durch den Wartime Elections Act bestimmten Gruppen von Frauen zugestanden, über deren genaue Zusammensetzung in der Literatur Unterschiedliches zu finden ist: Krankenschwestern, die im Krieg Dienst taten; euroamerikanische Frauen, die in der Armee arbeiteten oder dort nahe Angehörige (Vater, Ehemann oder Sohn) hatten oder deren Väter, Männer oder Söhne im Krieg getötet oder verwundet worden waren; Frauen, deren Ehemänner, Söhne oder Väter im Krieg getötet oder verwundet worden waren; eine weitere Quelle nennt zusätzlich die Anforderung, dass die zugelassenen Frauen auf der Ebene der ihres Bundesstaates wahlrechtlich Männern gleichgestellt waren.
Am 24. Mai 1918 wurde das aktive nationale Wahlrecht auf alle Frauen britischer und französischer Abstammung ab 21 Jahren ausgedehnt, womit gleiche Kriterien für Frauen und Männer galten. Indianerinnen und Indianer waren ausgeschlossen.
1919 erhielten Frauen das passive Wahlrecht. Zwar nennen andere Quellen hierfür spätere Daten und sprechen von einem beschränkten Wahlrecht; doch beruht dies vermutlich darauf, dass erst 1929 in einem von The Famous Five angestrengten Gerichtsverfahren endgültig geklärt wurde, dass das passive Wahlrecht in der Verfassung auch für den Senat galt, nicht nur für das House of Commons.
1920 wurden die Eigentumsbeschränkungen aufgehoben.
1950 und 1951 wurde durch Änderungen am Indian Act und am Canada Elections Act das aktive Wahlrecht auf nationaler Ebene auf Veteranen aus dem Kreis der Indianer und ihre Ehefrauen sowie Indianer, die normalerweise außerhalb der Reservate lebten, ausgedehnt, wenn sie auf die Steuerbefreiungen verzichteten, die ihnen der Indian Act gewährte. 1950 hatten die Inuit das Wahlrecht erhalten, 1951 alle Bewohner der Nordwest-Territorien. Wahlurnen für die Inuit wurden in der östlichen Arktis erst 1962 aufgestellt.
Erst im August 1960 wurde das Wahlrecht mit dem Act to Amend the Canada Elections Act auf alle Kanadierinnen und Kanadier ausgedehnt.